# Farmington (New Hampshire)
Pour les articles homonymes, voir Farmington.
Farmington est une municipalité américaine située dans le comté de Strafford au New Hampshire. Selon le recensement de 2010, sa population est de 6 786 habitants, dont 3 885 à Farmington CDP.

## Géographie
Farmington est située sur la rivière Cocheco (en).
La municipalité s'étend sur 37,54 milles carrés (97,23 km2), dont 0,32 milles carrés (0,83 km2) d'étendues d'eau.

## Histoire
D'abord appelée West Parish, la localité est à l'origine une terre agricole de Rochester. Farmington devient une municipalité en 1798. Le nom de la ville est une référence à ses sols fertiles et à ses fermes,.

## Démographie
La population de Farmington est estimée à 6 848 habitants au 1er juillet 2016.
Le revenu par habitant était en moyenne de 26 111 dollars par an entre 2012 et 2016, sous la moyenne du New Hampshire (35 264 dollars) et la moyenne nationale (29 829 dollars). Sur cette même période, 11,5 % des habitants de Farmington vivaient sous le seuil de pauvreté (contre 7,3 % dans l'État et 12,7 % à l'échelle des États-Unis).